# Ólína Guðbjörg Viðarsdóttir
Ólína Guðbjörg Viðarsdóttir, född 16 november 1982, är en isländsk fotbollsspelare. Hon spelar i svenska klubben KIF Örebro DFF och för Islands landslag. 

## Meriter
- Isländsk mästare: 2 gånger
- Isländsk cupmästare: 3 gånger